# Silambarasan Rajendar
Silambarasan Rajendar (tamoul : சிலம்பரசன் ராஜேந்தர்) est un acteur indien, chanteur, danseur, parolier, compositeur et réalisateur tamoul, né le 3 février 1983 à Madras. Il est le fils de l'acteur et réalisateur T. Rajendar.
Il commence sa carrière en jouant le rôle d'enfant artiste dans les films de son père, avant sa première réalisation dans Kadhal Azhivathillai (2002), sous la direction de son père et produit par sa mère Usha.
Le jeune acteur qui a fait ses débuts était connu sous le nom de ``Little Super Star `` dans son enfance, est devenu ``Young Super Star`` après quelques films à succès en tant que héros.

## Biographie
Silambarasan est né le 3 février 1983 à Madras, au Tamil Nadu, en tant qu'enfant aîné de T. Rajendar et Usha Rajendar. Il a un frère cadet, Kuralarasan, et sa sœur Ilakiya. Il a fréquenté l’école secondaire Don Bosco Matriculation et le pensionnat indien de St. John’s. Simbu est entré dans l’industrie cinématographique dès son plus jeune âge et a joué dans de nombreux films de son père jusqu’en 2002, où il a joué dans Kadhal Azhivathillai, son premier rôle principal en tant que héros.
Silambarasan a souvent travaillé comme choriste dans l'industrie cinématographique tamoule. Il a d'abord chanté dans Sonnal Thaan Kaadhala (2001), puis a chanté plus de 100 chansons pour divers compositeurs. Il chante principalement dans ses propres films et a principalement collaboré avec son ami et collègue compositeur, Yuvan Shankar Raja. Silambarasan a également écrit les paroles de plusieurs chansons de ses films.

## Carrière cinématographique

### 1984-2001
Silambarasan a fait ses débuts d'acteur dans les rôles d'enfant en 1984 avec Uravai Kaatha Kili.  Il a également joué dans les films de son père  T. Rajendar, notamment Mythili Ennai Kaathali (1986), Oru Thayin Sabhatham (1987), En Thangai Kalyani (1988), Samsara Sangeetham (1989), Shanti Enathu Shanti (1991), Enga Veetu Velan (1992), Oru Vasantha Geetham (1994) et Thai Thangai Paasam (1995). Il a fait également une apparence spéciale dans Sonnal Thaan Kaadhala (2001).

### 2002-2008
Silambarasan a joué son premier rôle dans le film de romance Kadhal Azhivathillai (2002), réalisé par son père. Son deuxième film était Dum (2003), qui était basé sur le film de langue Kannada Appu (2002). Sa sortie, en 2003, Alai, qui a marque la première collaboration avec Trisha. Ce film a finalement été déclaré un flop par les critiques.
Silambarasan a eu trois sorties en 2004. La première était Kovil. C'était un succès au box-office. Simbhu a été félicité en raison de sa performance sans ses manières et son style habituels. Après cela, Silambarasan a agi dans un film appelé Kuththu, un remake du film Télougou Dil en 2003. Silambarasan a figuré des séquences de cascades et des danses joyeuses sur des airs énergiques et en faisant ce qu'il sait le mieux - agir comme un héros typique. Il a ouvert des critiques mitigées, mais a eu un succès dans les théâtres. Son dernier film en 2004 était le thriller romantique Manmadhan avec l'actrice Jyothika. Silambarasan a surpris le public avec une bonne performance et contrairement à son image bruyante qu'il avait dans les films jusqu'à présent. il joue à la perfection son premier double rôle. Ce film a été son premier Blockbuster,.
Dans Thotti Jaya (2005), Silambarasan a joué le rôle d'un gangster orphelin qui trouve l'amour. Simbu qui jouait des rôles romantiques et légers a choisi de faire un drame de gangsters pour la première fois. Il a suivi les costumes noirs et arrière tout au long du film et a créé une nouvelle tendance parmi les fans. En 2006, il a joué dans Saravana, réalisé par K. S. Ravikumar. C'était la deuxième fois que Simbu et Jyothika travaillaient ensemble après le succès de Manmadhan (2004). Il a ensuite joué et réalisé Vallavan (2006), en plus d'écrire son histoire, son scénario et ses dialogues. En 2008, il a joué dans le film d'action Kaalai, qui était un flop. Plus tard, il est apparu dans un autre film d'action Silambattam (2008). Le film s'est ouvert à des critiques mitigées.

### 2010-2015
Il a fait une apparition dans le film de comédie Goa (2010), reprenant le personnage Madhankumar de Manmadhan (2004). Son film de romance avec l'actrice Trisha dans Vinnaithaandi Varuvaayaa (2010), a été réalisé et écrit par Gautham Menon. La musique venant de A R Rahman. Simbhu remporte le prix du meilleur acteur Tamoul aux Edison Awards. Le film est considéré comme l'un des meilleurs de sa carrière. L'année suivante, il est apparu dans deux films. Début 2011, il est apparu dans le multi-stars Vaanam (2011) avec notamment l'actrice Anushka Shetty. Suivant Osthe (2011), dans lequel Silambarasan a joué le rôle d'un policier. Au bout d'un an, Podaa Podi  (2012) est devenu un flop. Après un congé sabbatique de trois ans, il a agi dans la comédie d'action Vaalu (2015), qui a reçu des critiques mitigées.

### 2016-présent
Simbu continue de jouer dans les films de romance comme en 2016, Idhu Namma Aalu avec l'actrice Nayanthara et Andrea Jeremiah. Puis Achcham Yenbadhu Madamaiyada est devenu un succès instantané avec des critiques très positives. Le superbe chanson «Thalli Pogaathey» d’AR Rahman est utilisé comme un contrepoint étonnant au chaos à l’écran. Son prochain film a été Anbanavan Asaradhavan Adangadhavan (2017) avec les actrices Tamannaah et Shriya Saran ou il a joué un triple rôle. Le film a été critiqué et a échoué commercialement. En 2018, il est apparu dans Chekka Chivantha Vaanam (2018) de Mani Ratnam dans le cadre d'une distribution d'ensemble qui comprenait des acteurs comme Arvind Swamy, Vijay Sethupathi et Arun Vijay. Le film a reçu des réponses positives de la critique et du public. En 2019, il a agi dans Vantha Rajavathaan Varuven de Sundar C. Ce film s'est avéré un flop au box-office. Gautham Menon a sorti Karthik Dial Seytha Yenn (2020), un court métrage mettant en vedette Simbhu et Trisha, qui ont également joué les personnages principaux du drame romantique à succès, Vinnaithaandi Varuvaayaa en 2010. Simbu revient avec deux nouveaux films  Eeswaran (2021). C'est sa première sortie après sa transformation physique; c'est pourquoi le film est appelé son « retour». Puis dans le science fiction d'action politique Maanaadu (2021), où il a reçu des critiques positives pour son jeu d'acteur. Par la suite les films d'actions thrillers Vendhu Thanindhathu Kaadu (2022) et Pathu Thala (2023) ont également été apprécié par ses performances,.
Silambarasan joue ensuite avec le vétéran acteur Kamal Haasan dans Thug Life (2025) du réalisateur Mani Ratnam.

## Films
| Année | Film                               | Rôle(s)                                        | Réalisateur(s)       | Notes                                |
| ----- | ---------------------------------- | ---------------------------------------------- | -------------------- | ------------------------------------ |
| 1984  | Uravai Kaatha Kili                 | Silambarasu                                    | T. Rajendar          | Rôle d'enfant                        |
| 1986  | Mythili Ennai Kaathali             | Simbhu                                         | T. Rajendar          | Rôle d'enfant                        |
| 1987  | Oru Thayin Sabhatham               | Simbhu                                         | T. Rajendar          | Rôle d'enfant                        |
| 1988  | En Thangai Kalyani                 | Simbhu                                         | T. Rajendar          | Rôle d'enfant                        |
| 1989  | Samsara Sangeetham                 | Simbhu                                         | T. Rajendar          | Rôle d'enfant                        |
| 1991  | Shanti Enathu Shanti               | Babu                                           | T. Rajendar          | Rôle d'enfant                        |
| 1992  | Enga Veetu Velan                   | Velan                                          | T. Rajendar          | Rôle d'enfant                        |
| 1993  | Pettredutha Pillai                 | Kumaran (Kumar)                                | Poornachandran       | Rôle d'enfant                        |
| 1993  | Sabash Babu                        | Babu                                           | Sasi Mohan           | Rôle d'enfant                        |
| 1994  | Oru Vasantha Geetham               | Silambhu                                       | T. Rajendar          | Rôle d'enfant                        |
| 1995  | Thai Thangai Paasam                | Velu                                           | T. Rajendar          | Rôle d'enfant                        |
| 1999  | Monisha En Monalisa                | Lui-même                                       | T. Rajendar          | Rôle d'enfant                        |
| 2001  | Sonnal Thaan Kaadhala              | Lui-même                                       | T. Rajendar          | Apparence d'invité                   |
| 2002  | Kadhal Azhivathillai               | Simbhu                                         | T. Rajendar          | 1er Film                             |
| 2002  | Kadhal Virus                       | Lui-même                                       | Kathir               | Apparence d'invité                   |
| 2003  | Dum                                | Sathya                                         | A. Venkatesh         |                                      |
| 2003  | Alai                               | Aadhi                                          | Vikram Kumar         |                                      |
| 2004  | Kovil                              | Shakthivel (Shakthi)                           | Hari                 |                                      |
| 2004  | Kuthu                              | Gurumoorthy (Guru)                             | A. Venkatesh         |                                      |
| 2004  | Manmadhan                          | Madhankumar (Manmadhan), Madhanraj             | A. J. Murugan        | Double apparence, Double rôle        |
| 2005  | Thotti Jaya                        | Jayachandran (Thotti Jaya)                     | V. Z. Durai          |                                      |
| 2006  | Saravana                           | Saravana                                       | K. S. Ravikumar      |                                      |
| 2006  | Vallavan                           | Vallavan (Pallan)                              | Silambarasan         |                                      |
| 2008  | Kaalai                             | Jeeva                                          | Tharun Gopi          |                                      |
| 2008  | Silambattam                        | Vichu, Thamizharasan                           | S. Saravanan         | Double apparence, Double rôle        |
| 2010  | Goa                                | Madhankumar                                    | Venkat Prabhu        | Apparence d'invité                   |
| 2010  | Vinnai Thandi Varuvaya             | Karthik Sivakumar                              | Gautham Menon        | 25e film                             |
| 2010  | Ye Maaya Chesave                   | Lui-même                                       | Gautham Menon        | Apparence d'invité 1er Film télougou |
| 2011  | Vaanam                             | Thillai Raja ("Cable" Raja/Raj)                | Krish                |                                      |
| 2011  | Osthi                              | Osthi Velan                                    | Dharani              |                                      |
| 2012  | Podaa Podi                         | Arjun                                          | Vignesh Shivan       |                                      |
| 2013  | Kanna Laddu Thinna Aasaiya         | Lui-même                                       | K. S. Manikandan     | Apparence d'invité                   |
| 2014  | Inga Enna Solluthu                 | Raghu                                          | Vincent Selva        | Apparence d'invité                   |
| 2015  | Dongaata                           | Lui-même                                       | Vamsi Krishna        | Apparence d'invité film Télougou     |
| 2015  | Kaaka Muttai                       | Lui-même                                       | M. Manikandan        | Apparence d'invité                   |
| 2015  | Vaalu                              | Sakthi (Sharp)                                 | Vijay Chander        |                                      |
| 2016  | Idhu Namma Aalu                    | Siva                                           | Pandiraj             |                                      |
| 2016  | Achcham Yenbadhu Madamaiyada       | Rajinikanth Muralidharan                       | Gautham Menon        |                                      |
| 2017  | Anbanavan Asaradhavan Adangadhavan | Madura Michael, Grand père Ashwin, Thikku Siva | Adhik Ravichandran   | Triple apparence, Triple rôle        |
| 2018  | Chekka Chivantha Vaanam            | Ethiraj                                        | Mani Ratnam          |                                      |
| 2018  | Kaatrin Mozhi                      | Lui-même                                       | Radha Mohan          | Apparence d'invité                   |
| 2019  | Vantha Rajavathaan Varuven         | Adithya (Raja)                                 | Sundar C.            |                                      |
| 2019  | 90ml                               | Lui-même                                       | Anita Udeep          | Apparence d'invité                   |
| 2021  | Eeswaran                           | Aadhisivan (Eeswaran)                          | Suseenthiran         |                                      |
| 2021  | Maanaadu                           | Abdul Khaaliq                                  | Venkat Prabhu        |                                      |
| 2022  | Maha                               | Malik                                          | U.R.Jameel           | Participation exceptionnelle         |
| 2022  | Vendhu Thanindhathu Kaadu          | Muthuveeran (Muthu)                            | Gautham Menon        |                                      |
| 2023  | Pathu Thala                        | AG Raavanan (A.G.R)                            | Krishna              |                                      |
| 2025  | Thug Life                          | Amaran                                         | Mani Ratnam          |                                      |
| 2025  | STR49                              |                                                | Ramkumar Balakrishna | Pré-production                       |
| 2026  | STR50                              |                                                | Desingh Periyasamy   | Pré-production                       |
| 2026  | STR51                              |                                                | Ashwath Marimuthu    | Pré-production                       |

### Court-métrage
| Année | Film                     | Rôle(s)           | Notes             | Ref.   |
| ----- | ------------------------ | ----------------- | ----------------- | ------ |
| 2020  | Karthik Dial Seytha Yenn | Karthik Sivakumar | Sorti sur YouTube | [ 37 ] |

## Télévision
| Année | Émission           | Rôle(s)      | Châine          | Notes                     |
| ----- | ------------------ | ------------ | --------------- | ------------------------- |
| 2007  | Jodi Number One    | Judge        | Star Vijay      | Programme de télé-réalité |
| 2022  | Bigg Boss Ultimate | Présentateur | Disney+ Hotstar | Programme de télé-réalité |

## Voix Off
| Année | Film                | Rôle(s)     | Langue | Notes                        |
| ----- | ------------------- | ----------- | ------ | ---------------------------- |
| 2009  | Slumdog Millionaire | Jamal Malik | Tamoul | Naanum Kodeeswaran en Tamoul |
| 2022  | Katha Nayagan       | Narrateur   | Tamoul | Film Tamoul                  |

## Awards

### Honneurs
- Kalamamani du gouvernement du Tamil Nadu (2006)

### Vainqueur
- Prix SIIMA pour l'élégante star du cinéma du Sud (2012)
- Prix ITA du meilleur acteur pour Vaanam (2011)
- Meilleur acteur du prix Edison Awards pour Vinnai Thandi Varuvaya (2010)
- Big FM Tamil Entertainment Awards - Prix de l'acteur le plus divertissant Vinnaithaandi Varuvaayaa (2010)
- Isaiyaruvi Tamil Music Awards - Parolier étoile montante pour "Où est la fête" de Silambattam (2009)
- Isaiyaruvi Tamil Music Awards - Meilleur danseur pour Silambattam (2009)
- Meilleur acteur au Edison Award pour Achcham Yenbadhu Madamaiyada (2016)

### Nominations
- Prix Vijay du meilleur acteur pour Vinnaithaandi Varuvaayaa (2010)
- Prix du meilleur acteur pour Filmfare - Tamil pour Vinnai Thandi Varuvaya (2010)